# Manuel Joël
Manuel Joël, född den 19 oktober 1826 i Birnbaum, död den 3 november 1890 i Breslau, var en judisk lärd och rabbin.
Joël, som var son till en rabbin, studerade klassisk filologi och filosofi samt judisk teologi vid universitetet i Berlin. Här kom han under inflytande från Leopold Zunz och Michael Sachs. År 1852 promoverades han vid der universitetet i Halle till filosofie doktor.
Han kom 1854 som lärare till det nyupprättade Jüdisch-Theologisches Seminar i Breslau och blev 1863 som efterträdare till Abraham Geiger vald till rabbin i stadens judiska församling. Vid rabbinkongresser i Kassel (1868) och Leipzig (1869) företrädde han en måttfull reformrörelse inom judendomen i motsats till Geigers radikala åsikter och förepråkade ett bibehållande av den judiska karaktären på synagogans gudstjänst liksom respekt för traditionen.